# Sport-Gemeinschaft Union Solingen 97 1986-1987
Questa voce raccoglie le informazioni riguardanti la Sport-Gemeinschaft Union Solingen 97 nelle competizioni ufficiali della stagione 1986-1987.

## Stagione
Nella stagione 1986-1987 l'Union Solingen, allenato da Manfred Krafft, concluse il campionato di 2. Bundesliga al 12º posto. In Coppa di Germania l'Union Solingen fu eliminato al primo turno dall'Amburgo.

## Rosa
| N. |                     | Ruolo | Calciatore             |
| -- | ------------------- | ----- | ---------------------- |
|    | Germania (bandiera) | P     | Jörg Albracht          |
|    | Germania (bandiera) | P     | Volker Diergardt       |
|    | Germania (bandiera) | D     | Klaus-Dieter Dieckmann |
|    | Germania (bandiera) | D     | Dietmar Janssen        |
|    | Germania (bandiera) | D     | Axel Linden            |
|    | Germania (bandiera) | D     | Manfred Mäurer         |
|    | Germania (bandiera) | D     | Dirk Römer             |
|    | Germania (bandiera) | D     | Uwe Ronge              |
|    | Germania (bandiera) | D     | Denni Strich           |
|    | Germania (bandiera) | C     | Günter Diekmann        |

| N. |                                 | Ruolo | Calciatore             |
| -- | ------------------------------- | ----- | ---------------------- |
|    | Germania (bandiera)             | C     | Stefan Griehl          |
|    | Stati Uniti (bandiera)          | C     | Tom Kain               |
|    | Germania (bandiera)             | C     | Wolfgang Krüger        |
|    | Germania (bandiera)             | C     | Manfred Pomp           |
|    | Germania (bandiera)             | C     | Thomas Pontzen         |
|    | Germania (bandiera)             | C     | Franz-Josef Steininger |
|    | Germania (bandiera)             | A     | Manfred Dum            |
|    | Bosnia ed Erzegovina (bandiera) | A     | Demir Hotić            |
|    | Germania (bandiera)             | A     | Daniel Jurgeleit       |
|    | Germania (bandiera)             | A     | Jörg Niedzwicki        |

## Organigramma societario
Area tecnica
- Allenatore: Manfred Krafft
- Allenatore in seconda:
- Preparatore dei portieri:
- Preparatori atletici:

## Calciomercato

### Sessione estiva
| Acquisti | Acquisti               | Acquisti       | Acquisti |
| R.       | Nome                   | da             | Modalità |
| -------- | ---------------------- | -------------- | -------- |
| D        | Dietmar Janssen        | Uerdingen 05   |          |
| D        | Uwe Ronge              | Hannover 96    |          |
| C        | Franz-Josef Steininger | Duisburg       |          |
| D        | Denni Strich           | Kaiserslautern |          |

| Cessioni | Cessioni            | Cessioni                  | Cessioni |
| R.       | Nome                | a                         | Modalità |
| -------- | ------------------- | ------------------------- | -------- |
| A        | Waldemar Steubing   | Arminia Bielefeld         |          |
| C        | Engelbert Buschmann | BC Harlekin 1985 Augsburg |          |
| C        | Eddy Malura         | RW Oberhausen             |          |

### Sessione invernale
| Acquisti | Acquisti | Acquisti           | Acquisti |
| R.       | Nome     | da                 | Modalità |
| -------- | -------- | ------------------ | -------- |
| C        | Tom Kain | Kansas City Comets |          |

| Cessioni | Cessioni | Cessioni | Cessioni |
| R.       | Nome     | a        | Modalità |
| -------- | -------- | -------- | -------- |

## Risultati

### 2. Bundesliga

#### Girone di andata
| Arbitro: | Werner |

|                              |           |               |
| Hein 4’ Vollmer 8’ Elser 42’ | Marcatori | 21’ Jurgeleit |

| Arbitro: | Wittke |

|                                                         |           |                                     |
| Steininger 13’ Römer 49’, 72’ (rig.) Linden 69’ Dum 90’ | Marcatori | 21’ Gorka 32’ Krella 39’ Krstičević |

| Arbitro: | Scheuerer |

|                                       |           |           |
| Steck 51’ Ronge 65’ (aut.) Kohnle 70’ | Marcatori | 55’ Hotić |

| Arbitro: | Assenmacher |

|                                         |           |  |
| Ronge 6’ Jurgeleit 32’ (rig.) Römer 73’ | Marcatori |  |

| Arbitro: | Gabor |

|                                |           |               |
| Schatzschneider 11’ Helmes 45’ | Marcatori | 71’ Jurgeleit |

| Arbitro: | Eli |

|           |           |            |
| Hotić 26’ | Marcatori | 64’ Kügler |

| Arbitro: | Jupe |

|                                                        |           |                |
| Pospich 50’, 60’ Ellmerich 57’, 74’ Posipal 64’ (rig.) | Marcatori | 80’ Niedzwicki |

| Arbitro: | Steffens |

|              |           |  |
| Steubing 55’ | Marcatori |  |

| Arbitro: | Berg |

|                        |           |         |
| Ruof 5’ Sendscheid 23’ | Marcatori | 80’ Dum |

| Arbitro: | Merk |

|                              |           |             |
| Jurgeleit 32’ Steininger 43’ | Marcatori | 22’ Schacht |

| Arbitro: | Strigel |

|                       |           |                |
| Schäfer 5’ Knecht 70’ | Marcatori | 53’ Steininger |

| Arbitro: | Kruse |

|                                              |           |                         |
| Ronge 57’ Janssen 59’ Dum 69’ Steininger 89’ | Marcatori | 43’ Labbadia 75’ Künast |

| Arbitro: | Richmann |

|                       |           |  |
| Laibach 71’ Ahadi 87’ | Marcatori |  |

| Arbitro: | Birlenbach |

|                                  |           |                                |
| Ronge 6’ Jurgeleit 47’ Hotić 86’ | Marcatori | 63’ (aut.) Diekmann 90’ Gerber |

| Arbitro: | Retzmann |

|                       |           |                                           |
| Janssen 24’ Ronge 75’ | Marcatori | 25’ Giesel 31’ Reich 48’, 85’ Heidenreich |

| Arbitro: | Bauer |

|                                            |           |           |
| Keller 12’ Glesius 43’ Schütterle 57’, 60’ | Marcatori | 19’ Hotić |

| Arbitro: | Scheuerer |

|                          |           |  |
| Krüger 62’ Jurgeleit 90’ | Marcatori |  |

| Arbitro: | Matheis |

|                          |           |  |
| Rolshausen 13’ Augst 74’ | Marcatori |  |

| Arbitro: | Bodmer |

|  |           |           |
|  | Marcatori | 80’ Glöde |

#### Girone di ritorno
| Arbitro: | Osmers |

|                             |           |             |
| Jurgeleit 2’ Steininger 67’ | Marcatori | 68’ Kmiecik |

| Oberhausen 14 febbraio 1987, ore 19:00 CET 21ª giornata | RW Oberhausen | 0 – 0 referto | Union Solingen | Niederrheinstadion (1 500 spett.)\| Arbitro: \| Föckler \| |
| Arbitro:                                                | Föckler       |               |                |                                                            |

| Arbitro: | Diekert |

|                                                             |           |                |
| Hotić 3’ Diekmann 8’, 17’ Steininger 64’, 68’ Jurgeleit 90’ | Marcatori | 55’, 82’ Todzi |

| Arbitro: | Eli |

|  |           |           |
|  | Marcatori | 31’ Hotić |

| Arbitro: | Berg |

|                                        |           |  |
| Linden 24’ Diekmann 26’ Steininger 58’ | Marcatori |  |

| Arbitro: | Birlenbach |

|              |           |           |
| Jankovic 54’ | Marcatori | 45’ Hotić |

| Arbitro: | Kröger |

|               |           |                 |
| Jurgeleit 90’ | Marcatori | 13’ Buchheister |

| Arbitro: | Matheis |

|                   |           |                      |
| Löw 14’ Hauck 83’ | Marcatori | 50’ Linden 70’ Hotić |

| Arbitro: | Fux |

|                         |           |          |
| Jurgeleit 19’ Hotić 21’ | Marcatori | 54’ Hach |

| Arbitro: | Kasper |

|                |           |         |
| Eilenfeldt 48’ | Marcatori | 28’ Dum |

| Arbitro: | Retzmann |

|                                       |           |            |
| Dum 10’ Mäurer 45’ Jurgeleit 52’, 88’ | Marcatori | 75’ Knecht |

| Arbitro: | Strigel |

|              |           |  |
| Labbadia 46’ | Marcatori |  |

| Arbitro: | Harder |

|         |           |                            |
| Dum 16’ | Marcatori | 88’ Regenbogen 90’ Laibach |

| Arbitro: | Osmers |

|           |           |  |
| Golke 73’ | Marcatori |  |

| Arbitro: | Malbranc |

|                        |           |  |
| Dammeier 16’ Reich 64’ | Marcatori |  |

| Arbitro: | Kriegelstein |

|                |           |              |
| Steininger 85’ | Marcatori | 39’ Harforth |

| Arbitro: | Boos |

|          |           |                |
| Foda 38’ | Marcatori | 7’ (aut.) Foda |

| Arbitro: | Assenmacher |

|                          |           |                          |
| Steininger 76’ Hotić 90’ | Marcatori | 27’ Kulik 40’ Rolshausen |

| Arbitro: | Gabor |

|                                                   |           |                                    |
| Linz 6’ Bohne 36’, 56’ Jursch 77’, 81’ Marmon 78’ | Marcatori | 66’, 68’ Steininger 83’ Niedzwicki |

### Coppa di Germania
| Arbitro: | Zimmermann |

|                                            |           |  |
| Okoński 4’ Kaltz 61’ (rig.) von Heesen 77’ | Marcatori |  |

## Statistiche

### Statistiche di squadra
| Competizione      | Punti | In casa | In casa | In casa | In casa | In casa | In casa | In trasferta | In trasferta | In trasferta | In trasferta | In trasferta | In trasferta | Totale | Totale | Totale | Totale | Totale | Totale | DR |
| Competizione      | Punti | G       | V       | N       | P       | Gf      | Gs      | G            | V            | N            | P            | Gf           | Gs           | G      | V      | N      | P      | Gf     | Gs     | DR |
| ----------------- | ----- | ------- | ------- | ------- | ------- | ------- | ------- | ------------ | ------------ | ------------ | ------------ | ------------ | ------------ | ------ | ------ | ------ | ------ | ------ | ------ | -- |
| 2. Bundesliga     | 35    | 19      | 12      | 4       | 3       | 45      | 25      | 19           | 1            | 5            | 13           | 16           | 40           | 38     | 13     | 9      | 16     | 61     | 65     | -4 |
| Coppa di Germania | -     | 0       | 0       | 0       | 0       | 0       | 0       | 1            | 0            | 0            | 1            | 0            | 3            | 1      | 0      | 0      | 1      | 0      | 3      | -3 |
| Totale            | 35    | 19      | 12      | 4       | 3       | 45      | 25      | 20           | 1            | 5            | 14           | 16           | 43           | 39     | 13     | 9      | 17     | 61     | 68     | -7 |

### Andamento in campionato
| Giornata  | 1  | 2  | 3  | 4 | 5  | 6  | 7  | 8  | 9  | 10 | 11 | 12 | 13 | 14 | 15 | 16 | 17 | 18 | 19 | 20 | 21 | 22 | 23 | 24 | 25 | 26 | 27 | 28 | 29 | 30 | 31 | 32 | 33 | 34 | 35 | 36 | 37 | 38 |
| --------- | -- | -- | -- | - | -- | -- | -- | -- | -- | -- | -- | -- | -- | -- | -- | -- | -- | -- | -- | -- | -- | -- | -- | -- | -- | -- | -- | -- | -- | -- | -- | -- | -- | -- | -- | -- | -- | -- |
| Luogo     | T  | C  | T  | C | T  | C  | T  | C  | T  | C  | T  | C  | T  | C  | C  | T  | C  | T  | C  | C  | T  | C  | T  | C  | T  | C  | T  | C  | T  | C  | T  | C  | T  | T  | C  | T  | C  | T  |
| Risultato | P  | V  | P  | V | P  | N  | P  | V  | P  | V  | P  | V  | P  | V  | P  | P  | V  | P  | P  | V  | N  | V  | V  | V  | N  | N  | N  | V  | N  | V  | P  | P  | P  | P  | N  | N  | N  | P  |
| Posizione | 16 | 10 | 16 | 9 | 13 | 12 | 17 | 14 | 16 | 12 | 13 | 12 | 14 | 13 | 14 | 14 | 14 | 15 | 16 | 14 | 14 | 12 | 12 | 11 | 11 | 12 | 11 | 10 | 10 | 9  | 10 | 10 | 11 | 11 | 11 | 11 | 12 | 12 |

Legenda:

Luogo: C = Casa; T = Trasferta. Risultato: V = Vittoria; N = Pareggio; P = Sconfitta.

### Statistiche dei giocatori
| Giocatore     | 2. Bundesliga | 2. Bundesliga | 2. Bundesliga | 2. Bundesliga | Coppa di Germania | Coppa di Germania | Coppa di Germania | Coppa di Germania | Totale   | Totale | Totale      | Totale     |
| Giocatore     | Presenze      | Reti          | Ammonizioni   | Espulsioni    | Presenze          | Reti              | Ammonizioni       | Espulsioni        | Presenze | Reti   | Ammonizioni | Espulsioni |
| ------------- | ------------- | ------------- | ------------- | ------------- | ----------------- | ----------------- | ----------------- | ----------------- | -------- | ------ | ----------- | ---------- |
| J. Albracht   | 5             | 0             | 1             | 0             | 0                 | 0                 | 0                 | 0                 | 5        | 0      | 1           | 0          |
| K. Dieckmann  | 37            | 0             | 7             | 0             | 1                 | 0                 | 0                 | 0                 | 38       | 0      | 7           | 0          |
| G. Diekmann   | 36            | 3             | 7             | 0             | 1                 | 0                 | 0                 | 0                 | 37       | 3      | 7           | 0          |
| V. Diergardt  | 34            | 0             | 0             | 0             | 1                 | 0                 | 0                 | 0                 | 35       | 0      | 0           | 0          |
| M. Dum        | 32            | 6             | 4             | 1             | 1                 | 0                 | 0                 | 0                 | 33       | 6      | 4           | 1          |
| S. Griehl     | 3             | 0             | 0             | 0             | 0                 | 0                 | 0                 | 0                 | 3        | 0      | 0           | 0          |
| D. Hotić      | 35            | 10            | 6             | 1             | 1                 | 0                 | 0                 | 0                 | 36       | 10     | 6           | 1          |
| D. Janssen    | 23            | 2             | 5             | 0             | 0                 | 0                 | 0                 | 0                 | 23       | 2      | 5           | 0          |
| D. Jurgeleit  | 37            | 12            | 1             | 0             | 1                 | 0                 | 0                 | 0                 | 38       | 12     | 1           | 0          |
| T. Kain       | 0             | 0             | 0             | 0             | 0                 | 0                 | 0                 | 0                 | 0        | 0      | 0           | 0          |
| W. Krüger     | 29            | 1             | 5             | 0             | 0                 | 0                 | 0                 | 0                 | 29       | 1      | 5           | 0          |
| A. Linden     | 22            | 3             | 3             | 0             | 1                 | 0                 | 0                 | 0                 | 23       | 3      | 3           | 0          |
| M. Mäurer     | 32            | 1             | 1             | 0             | 1                 | 0                 | 0                 | 0                 | 33       | 1      | 1           | 0          |
| J. Niedzwicki | 16            | 2             | 1             | 0             | 0                 | 0                 | 0                 | 0                 | 16       | 2      | 1           | 0          |
| M. Pomp       | 0             | 0             | 0             | 0             | 0                 | 0                 | 0                 | 0                 | 0        | 0      | 0           | 0          |
| T. Pontzen    | 11            | 0             | 2             | 0             | 1                 | 0                 | 0                 | 0                 | 12       | 0      | 2           | 0          |
| U. Ronge      | 30            | 4             | 4             | 0             | 1                 | 0                 | 0                 | 0                 | 31       | 4      | 4           | 0          |
| D. Römer      | 36            | 3             | 9             | 0             | 1                 | 0                 | 0                 | 0                 | 37       | 3      | 9           | 0          |
| F. Steininger | 38            | 12            | 2             | 0             | 1                 | 0                 | 0                 | 0                 | 39       | 12     | 2           | 0          |
| W. Steubing   | 11            | 1             | 1             | 0             | 1                 | 0                 | 0                 | 0                 | 12       | 1      | 1           | 0          |
| D. Strich     | 18            | 0             | 1             | 0             | 0                 | 0                 | 0                 | 0                 | 18       | 0      | 1           | 0          |